# Barnhustullen

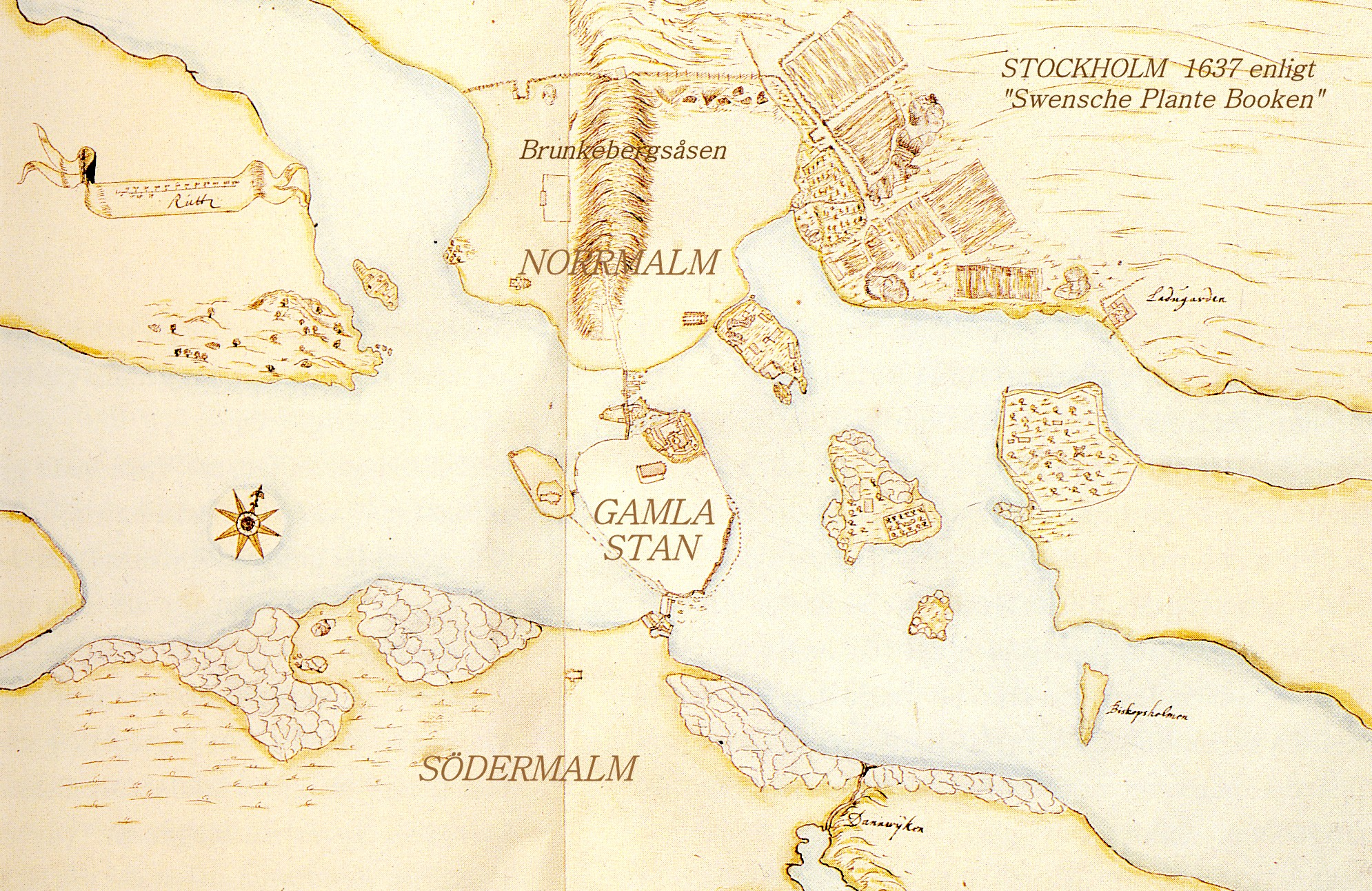
Stockholm 1637 med tullstaket och Barnhustullen norr om Brunkebergsåsen

Barnhustullen var en tidig tullstation i Stockholm. Tullen låg vid Drottninggatan i höjd med dagens Barnhusgatan och existerade mellan slutet av 1630-talet och början av 1650-talet.
På Stockholms äldst kända karta från tidigt 1600-tal visas stadens första tull strax norr om Kvarteret Beridarebanan (området vid dagens Hötorget). Den hette Thollen Week Rennebanan och kom till vid 1622 års tullförening. På 1630-talet flyttades tullen längre norrut till barnhuset vid Drottninggatan och kallades då Barnhustullen eftersom Barnhuset för föräldralösa barn låg intill. I början av 1650-talet flyttades tullen till nuvarande Odenplan. På 1670-talet flyttades tullen ytterligare en gång norrut och hamnade i slutet av Norrtullsgatan till den plats som heter Norrtull.